# Långsjön (Tranemo socken, Västergötland)
Långsjön är en sjö i Tranemo kommun i Västergötland och ingår i Ätrans huvudavrinningsområde.